# Celine Helgemo
Celine Solemsløkk Helgemo (* 31. srpna 1995, Gjølme, Orkdal, Norsko) je norská zpěvačka. Jako dvanáctiletá zvítězila v norské národní soutěži MGPjr v roce 2007 s písní „Bæstevænna“.
Pochází z Orkdalu, poblíž Trondheimu. Chodila do místní taneční školy, učila se zpěv a vystupovala zde na místní úrovni se svou kamarádkou.
Ráda skládá písně, její vítězná píseň v MGPjr je o její nejlepší kamarádce Astrid. Album s původními písněmi vydala ještě před účastní v MGPjr. V jedné z těchto písní zpívá duet se svou nejlepší kamarádkou Astrid. Měsíc po uvedení na trh získalo toto album platinovou desku.

## Alba
- Bæstevænna (2007)
- Jul På Røros (2008)
- Jentekveld (2010)